# Litewscy Chrześcijańscy Demokraci
Litewscy Chrześcijańscy Demokraci (lit. Lietuvos Krikščionys Demokratai, LKD) – chadecka litewska partia polityczna, działająca w latach 1990–2008.

## Historia
Ugrupowanie, założone w 1989, formalnie zarejestrowano w 1990 jako Litewską Partię Chrześcijańskich Demokratów (lit. Lietuvos krikščionių demokratų partija). Nawiązywało tym samym do przedwojennej formacji politycznej o takiej nazwie, aktywnej szczególnie do czasu zamachu stanu z 1926.
Pierwszym przewodniczącym został dysydent Viktoras Petkus, który jednak wkrótce opuścił partię. Do wybranego w 1990 parlamentu (wówczas jeszcze Rady Najwyższej LSRR) weszło dwóch przedstawicieli LKDP, startujących z poparciem ruchu Sąjūdis, w tym Algirdas Saudargas. Ugrupowanie wspierało niepodległościowe działania podejmowane przez Vytautasa Landsbergisa.
W wyborach w 1992 chadecy uzyskali ponad 10 mandatów w 141-osobowym Sejmie (w ramach koalicji z demokratami oraz Związkiem Więźniów Politycznych i Zesłańców). W 1996 zajęli drugie miejsce z wynikiem 9,91% głosów na listę krajową i łącznie 16 mandatami poselskimi. W trakcie kadencji partię opuściła grupa działaczy, tworząc nowe stronnictwo pod nazwą Nowocześni Chrześcijańscy Demokraci. Do 2000 LKDP kierowana przez Algirdasa Saudargasa wchodziła w skład koalicji rządowej ze Związkiem Ojczyzny.
W tym samym roku partia nie przekroczyła wyborczego progu (3,07% głosów), wprowadzając tylko dwóch posłów w okręgach jednomandatowych. W 2001 do LKDP przyłączył się Związek Chrześcijańskich Demokratów posła Kazysa Bobelisa, który stanął na czele wspólnego ugrupowania. Chadecy przyjęli wówczas nową nazwę – Litewscy Chrześcijańscy Demokraci. Niezadowolona z tej decyzji grupa, skupiona wokół kilku profesorów, utworzyła własną Litewską Partię Chrześcijańskiej Demokracji, która nie podjęła szerszej działalności (lit. Lietuvos krikščioniškosios demokratijos partija).
W 2004 po odejściu Kazysa Bobelisa na czele LKD stanął Valentinas Stundys, mer gminy Malaty. W tym samym roku chadecy nie uzyskali żadnych mandatów w Parlamencie Europejskim ani w krajowym Sejmie. Trzy lata później w wyborach samorządowych utrzymali dotychczasową pozycję, zdobywając w skali kraju 95 mandatów.
W 2008 partia przyłączyła się do Związku Ojczyzny, w którym Valentinas Stundys objął stanowisko wiceprzewodniczącego.